# Jay Litherland
Jay Litherland (n. 24 august 1995, Osaka, Japonia) este un înotător ce a reprezentat Statele Unite ale Americii, medaliat olimpic. A participat la 2 ediții ale Jocurilor Olimpice (2016, 2020) în care a câștigat o medalie de argint.